# Idol Densetsu Eriko
Idol Densetsu Eriko (アイドル伝説えり子, traduzida como A Lendária Ídolo Eriko) é uma série de anime criada pelo estúdio Ashi Productions (atual Production Reed). Estreou no Japão em 1989 até 1990, com um total de 51 episódios na TV Tokyo. A história foi feita pela mangaká Ayumi Kawahara em 3 volumes de mangá.
A personagem principal, Eriko Tamura, é atualmente um Ídolo japonês na vida real. Ela canta o tema de abertura, e o tema de encerramento do último episódio.

## Enredo
Eriko Tamura é filha de Minako Tamura, o presidente da Tamura Productions (empresa de música) e Minako Tamura uma ex-cantora ídolo famosa. Eriko tem um talento único para cantar, desde que nasceu, ela sempre amou o mundo da mídia de seu pai. Então, um dia a tragédia ocorre quando seus pais sofrem um acidente de carro horrível, que mata o pai e deixa sua mãe em coma. Agora Eriko deve seguir e tomar o caminho para cantar, um caminho que seus pais não queriam que ela prosseguisse. As coisas pioram quando seu tio se prepara para destruir sua carreira. Mas, apesar de todas as dificuldades, ela se torna um ídolo e ganha corações por todo o Japão.

## Personagens
Eriko Tamura (田村 えり子 Tamura Eriko)
Dublada por: Akiko Yajima
Músicas cantadas por: Eriko Tamura
Yuusuke Tamura (田村 雄介 Tamura Yūsuke)
Dublado por: Takaya Hashi
O pai da Eriko.
Minako Tamura (田村 美奈子 Tamura Minako)
Dublada por: Kumiko Takizawa
A mãe de Eriko.
Rei Asagiri (朝霧 麗 Asagiri Rei)
Dublada por: Naoko Matsui
Músicas cantadas por: Maiko Hashimoto
Shogo Ogi (阿木 星吾 Ogi Shōgo)
Dublado por: Yasunori Matsumoto
Músicas cantadas por: Masahiko Arimachi

## Dublagem (Seiyuu)
| Personagem                       | Dublagem Original Japonesa                         | Dublagem da Espanha (1992) (TV) | Dublagem da Espanha (2009) (DVD) | Dublagem da Itália                         |
| -------------------------------- | -------------------------------------------------- | ------------------------------- | -------------------------------- | ------------------------------------------ |
| Eriko Tamura Eriko Sabrina Erika | Akiko Yajima (voz) Eriko Tamura (canto)            | Sara Vivas                      | María Ángeles Figueiras          | Nadia Biondini                             |
| Yuki Katsuragi Ines              | Ai Satou                                           |                                 | Ángeles García                   | Grazia Migneco                             |
| Hiroshi Ohsawa Fabrizio          | Hiroyuki Shibamoto (voz) Satoshi Katayama (canto)  |                                 |                                  | Luca Semeraro (voz) Enzo Draghi (canto)    |
| Ijuuin Italo                     | Katsumi Suzuki                                     |                                 | Policarpo Prieto                 |                                            |
| Minako Tamura Mónica Milena      | Kumiko Takizawa                                    | Mabel Escaño                    | Luzberta Vázquez                 | Maura Musi                                 |
| Rei Asagiri Sandra Susi          | Naoko Matsui (voz) Maiko Hashimoto (canto)         | Marta Sáinz                     | Beatriz Bravo                    | Paola Tovaglia                             |
| Kazuki Uchida Javier Gianluca    | Shigeru Nakahara                                   | José Carabias                   | Juan Tinaquero                   | Paolo Torrisi                              |
| Kousuke Tamura Jacobo Rolando    | Shozo Iizuka                                       | Antonio Cobos                   | Xaquín Lens                      | Tony Fuochi                                |
| Yuusuke Tamura Enrique Luciano   | Takaya Hashi                                       | Daniel Sánchez                  | Xosé Ramón Lojo                  | Enrico Bertorelli                          |
| Shinya Uchida Giorgio            | Tomomichi Nishimura                                |                                 | José Polo                        | Maurizio Scattorin                         |
| Shogo Ohgi Ivan Max              | Yasunori Matsumoto (voz) Masahiko Arimatsu (canto) | Iván Jara                       | Luis Etchevers                   | Ivo De Palma (voz) Vincenzo Draghi (canto) |
| Ryoko Asagiri Simonetta          | Yoshiko Sakakibara                                 | Ana García Olivares             | Carmen Carpintero                | Caterina Rochira                           |
| Yasuko Nakata Natalia Roberta    | Yoshino Takamori                                   | Blanca Rada                     | Isabel De Luis                   | Dania Cericola                             |
| Asami Yamagata Daniela           | Chieko Honda                                       |                                 | Ruth Pazo Olivares               | Lara Parmiani                              |
| Kaori Yamaguchi                  | Yuko Mizutani                                      |                                 |                                  |                                            |
| Amino                            | Daiki Nakamura                                     |                                 |                                  |                                            |

- Legenda:
- Em azul os nomes originais dos personagens na versão japonesa.
- Em verde os nomes adaptados dos personagens na versão espanhola.
- Em rosa os nomes adaptados dos personagens na versão italiana.
- Em vermelho os nomes adaptados dos personagens na versão francesa.

## Temas
- Japão A abertura intitulada "Namida no Hanbun", foi composta por Toshiyuki Watanabe e interpretada por Eriko Tamura.
- Japão O encerramento (dos ep. 1-50) intitulado "Unchained Heart", foi composto por Toshiyuki Watanabe e interpretada por Maiko Hashimoto.
- Japão O encerramento final (ep. 51) intitulado "May be Dream", foi composto por Toshiyuki Watanabe e interpretada por Eriko Tamura.
- Itália A abertura e encerramento intitulada "Ciao, Sabrina", o arranjo foi feito por Piero Cassano e por Paolo Marino, composta por Alessandra Valeri Manera e interpretada por Cristina D'Avena.[1]
- Espanha A abertura e encerramento intitulada "Eriko", foi composta por Carmelo Carucci, é o tema da abertura italiana "Dolce Candy" e interpretada por Sol Pilas.[2]
- França A abertura e encerramento intitulada "Erika", foi composta por Carmelo Carucci, é o tema da abertura italiana "Dolce Candy", o anime foi posteriormente transmitido por outro canal, em vez do La Cinq.[3]

## Mundial
Nos países europeus a série fez bastante sucesso, na Itália o anime foi exibido com o título de (Ciao, Sabrina) pela primeira vez em 1991 pelo Canale 5, depois em 1992 pelo Italia 1, regressou pelo canal Boing em 2008 e foi também foi exibido posteriormente pelo Hiro em 2009. Na Espanha a série estreou sob o título de (Eriko, la Ídolo Legendaria) no canal Telecinco em 1994, a série também foi lançada em DVD em 2009 mas com uma dublagem totalmente diferente da antiga. Na França a série com o título de (Erika) estreou no canal Mangas em 2000. E no Mundo Árabe com o título de (أيروكا) o anime foi exibido pelo canal Spacetoon.